# Краснооктябрьский (Курская область)
Краснооктябрьский — посёлок в Глушковском районе Курской области. Входит в состав Веселовского сельсовета.

## География
Посёлок находится в 1 км от российско-украинской границы, в 130 км к юго-западу от Курска, в 14 км к юго-западу от районного центра — посёлка городского типа Глушково, в 6 км от центра сельсовета — села Веселое.
Климат
Краснооктябрьский, как и весь район, расположен в поясе умеренно континентального климата с тёплым летом и относительно тёплой зимой (Dfb в классификации Кёппена).
Часовой пояс
Посёлок Краснооктябрьский, как и вся Курская область, находится в часовой зоне МСК (московское время). Смещение применяемого времени относительно UTC составляет +3:00.

## Население
| 2002 | 2010 |
| ---- | ---- |
| 344  | ↘208 |

## Инфраструктура
Личное подсобное хозяйство. В посёлке 53 дома.

## Транспорт
Краснооктябрьский находится в 10,5 км от автодороги регионального значения 38К-040 (Хомутовка — Рыльск — Глушково — Тёткино — граница с Украиной), на автодорогe межмуниципального значения 38Н-052 (Глушково — Веселое — Тёткино), в 3,5 км от ближайшего ж/д остановочного пункта 322 км (линия 322 км — Льгов I) и в 1,5 км от закрытой ж/д станции Волфино (линия Ворожба — Волфино).
В 163 км от аэропорта имени В. Г. Шухова (недалеко от Белгорода).